# Ипполит Марсельский
Ипполит де Марсилис (итал. Ippolito de' Marsiliis; 1451—1529) — итальянский юрист эпохи Возрождения, известный своими работами в области права и методов допроса.

## Биография
Ипполит де Марсилис родился в Болонье, Италия, в 1451 году. Он был представителем известной семьи юристов и учёных, которые на протяжении многих поколений играли важную роль в юридической жизни Болоньи. Образование Ипполита было сосредоточено на юриспруденции, и он вскоре стал одним из наиболее выдающихся юристов своего времени. Получил докторскую степень в 1480 году, однако дата, когда он стал юристом, неизвестна. С 1482 года он преподавал римское право. Наиболее известен он за то, что задокументировал метод китайской водяной пытки, при котором капли воды постоянно падали на лоб жертвы, доводя её до безумия. Также он был первым, кто описал использование лишения сна в качестве метода пытки, при котором допрашивающие повторяли одни и те же вопросы, встряхивали жертву в случайные моменты, кололи её острой булавкой или заставляли бесконечно маршировать по коридору. Если допрашивающие уставали, их сменяла другая группа, которая продолжала задавать те же вопросы

## Научная деятельность
Ипполит де Марсилис был известен своими трудами по правовым вопросам, особенно в области уголовного права и процесса. Его работы охватывали широкий круг тем, включая доказательства, права подсудимых и методы допроса. Одной из его наиболее значимых работ была разработка принципов использования психологического давления и наблюдения за физиологическими реакциями в ходе допросов.

## Работы
- Singularia seu notabilia, earliest recorded print, Milan, 1512
- Tractatus de questionibus, in quo materie maleficiorum pertractant(ur), 1524
  - Singularia :  [лат.]. — Lyon : Jacques Giunta, 1535.
- Consilia :  [лат.]. — Lyon : Hugue de La Porte & héritiers Aymon de La Porte, 1544.
- Practica criminalis :  [лат.]. — Lyon : Jacques Giunta, 1538.
  - Practica criminalis :  [лат.]. — Venice : Bartolomeo Rubini, 1574.
- Repetitiones in uniuersas fere iuris canonici III, earliest recorded print, Venice, 1587

## Упоминания в культуре
Ипполит де Марсилис упоминается в романе Юрия Домбровского «Факультет ненужных вещей». В произведении автор делает отсылку к его методам допроса и исследованию физиологических реакций. Домбровский цитирует его работу, обращая внимание на давность идеи психологического давления при допросе:
Да вот такие будильники! Вам что, лет двадцать исполнилось? А знаете, как вы называетесь по-ученому? Веглиа. Можете даже записать. Веглиа, а по-русски конвейер, или бдение, а изобретен он не вами, а в шестнадцатом веке болонским юристом Ипполитом Марсельским. В России же впервые был применен, кажется, в деле Каракозова в 64-м году и дал  отличные результаты.
  - Да вы что? - ошалело спросил мальчик.
 - Да ничего я. Ничего! Правда, делали тогда  несколько  иначе.
Заключенного сажали на высокую скамейку, и двое дядечек толкали его с разных сторон, чтоб он не спал. И вот ученый юрист, Ипполит Марсельский, пишет: "Я убедился, что это как будто несерьезное испытание, чем-то напоминающее даже детскую игру, оказалось настолько действенным, что его не выдерживали даже самые лютые еретики". Слышите, юноша, лютыми-то они называли нас, подследственных.